# 연금위기
연금위기(年金危機, 영어: pensions crisis, pensions timebomb)는 기금의 재원이 고갈되는 것을 말한다.
이는 연금 의무와 이를 위한 재원의 차이로 인해 다양한 국가에서 기업 또는 정부 고용 퇴직 연금 지급이 예상되는 위기이다. 연금 문제의 근본적인 어려움은 제도가 정치적 계획 기간보다 훨씬 더 오래 지속되어야 한다는 것이다. 인구 통계학적 변화로 인해 퇴직자당 근로자 비율이 낮아지고 있다. 기여 요인에는 은퇴자의 수명 연장(상대적 은퇴자 수 증가) 및 낮은 출산율(특히 제2차 세계 대전 이후의 베이비 붐에 비해 상대적인 근로자 수 감소)이 포함된다. 연금위기 문제를 해결하기 위해서는 국가별 연금제도의 국제비교가 중요하다. 문제의 규모와 중요성, 그리고 해결책에 관한 중요한 논쟁이 있다. "연금 시한폭탄"의 한 가지 측면과 과제는 여러 국가의 정부가 시민들에게 공공 서비스를 제공할 헌법상 의무가 있지만 의료와 같은 이러한 프로그램의 자금은 특히 2008년 경기 침체 이후 자금이 부족하다는 것이다. 인구 고령화와 인력 감소로 인한 부양비 부담으로 노인 돌봄 비용이 증가한다.
예를 들어, 2008년 기준으로 미국 주 연금 프로그램의 자금 부족에 대한 추정치는 8%의 할인율을 사용하여 1조 달러에서 미국 국채 수익률을 할인율로 사용하여 3조 2,300억 달러에 이르다. 2010년 8월 현재 사회보장에 따른 미지급 부채의 현재 가치는 약 5조 4천억 달러였다. 즉, 이 금액은 원금과 이자가 향후 75년 동안 프로그램의 세금 수입과 지불금 사이의 부족분을 충당할 수 있도록 따로 보관해야 한다.
일부 경제학자들은 지금 저축함으로써 문제를 해결할 수 있는 우리의 능력에 의문을 제기한다. 법정화폐의 형태로 정부가 자금을 저장하는 것은 자체 차용증 모음을 저장하는 것과 기능적으로 동일하다. 정부가 통화를 인쇄할 책임이 있으므로 지금 인쇄하고 저장한 다음 나중에 유통시키는 행위는 단순히 나중에 인쇄하는 것과 경제적으로 동일하다. 이것은 이후의 위기를 해결하기 위해 정부가 오늘 현금을 사재기하는 것이 해결책이 아님을 시사한다.

## 같이 보기
- 연금
- 복지에 대한 비판